# Václav Mašek (výtvarník)
Václav Mašek (28. února 1893, Buštěhrad – 26. května 1973, Praha) byl český malíř, ilustrátor, typograf, grafik, v letech 1945-1950 předseda SČUG Hollar.

## Život
Václav Mašek byl autodidakt. Na počátku ilustrační tvorby mu radil V. H. Brunner. Roku 1914 vystavoval v Mozarteu s Vincencem Benešem, Otakarem Nejedlým, Karlem Dvořákem a dalšími umělci. V letech 1926-1927 a 1929-1930 pobýval v Paříži a studoval francouzské moderní umění. Za ilustrace obdržel četná ocenění a roku 1937 dostal diplom na Světové výstavě v Paříži. V letech 1945-1950 byl předsedou SČUG Hollar.

## Dílo
Pod vlivem kubismu začal kreslit a malovat zátiší, portréty, figurální kompozice a krajiny. Spolu s V. H. Brunnerem a F. Kyselou vytvořil roku 1918 výzdobu kavárny Montmartre. Od roku 1923 byl ilustrátorem edice Červen a spolupracoval s Aventinskou mansardou. Patřil k umělecké avantgardě 20. let a kromě početného grafického díla tvořil plakáty, účastnil se rozvoje moderní české knihy, podílel se na vydavatelské činnosti a organizoval různé pokrokové akce. Jeho nejvýznamnější ilustrace zdobí revoluční epos V. Majakovského 150 000 000. V roce 1931 věnoval své kresby ženských aktů Karáskově galerii.
Kromě kresby se zabýval dřevorytem, mědirytem a litografií. Jeho největším grafickým dílem je cyklus dřevorytů ke knize P. Stránského Český stát. Vytvořil řadu ex libris. Výtvarná pozůstalost je uložena v Památníku národního písemnictví.

### Známá díla
- Vladimír Vladimirovič Majakovskij, 150 000 000 (překlad B. Mathesius), nakl. V. Petr, Praha 1925, Melantrich 1945
- Boileau, Satira třetí (překlad Jindřich Hořejší), vydal Fr. R. Čebiš k Novému roku 1936 pro své přátele ve 150 ručně číslovaných výtiscích, obsahuje tři originální mědiryty Václava Maška
- Pavel Stránský ze Záp, Český stát, Spolek českých bibliofilů vydal v počtu 222 kusů na holandském papíru, vyzdoben 23. dřevoryty, SČB v Praze 1939, původně Respublica Bojema (Respublica Bohemiae) - O státě českém, latinský spis, psaný encyklopedickým způsobem (první vydání 1634)

### Zastoupení ve sbírkách
- Památník národního písemnictví
- Galerie Středočeského kraje v Kutné Hoře
- Oblastní galerie Vysočiny v Jihlavě
- Severočeská galerie výtvarného umění v Litoměřicích
- Muzeum umění Olomouc
- Galerie výtvarného umění v Ostravě
- Galerie výtvarného umění v Chebu
- Galerie výtvarného umění v Náchodě
- Galerie moderního umění v Roudnici nad Labem
- Galerie moderního umění v Hradci Králové
- Galerie umění Karlovy Vary
- Oblastní galerie v Liberci
- Horácká galerie v Novém Městě na Moravě

### Články v časopisech
- Toman Prokop Hugo, Vzpomínka na Václava Maška, Výtvarná kultura (Výtvarná kultura), 4, 1983, s. 15
- Hlaváček Luboš M., Historický význam české grafiky 20. let, Umění 1978, 2, 26, s. 97-113